# Hi! Hey! Say!
『Hi! Hey! Say!』（ハイ! ヘイ! セイ!）は、2007年11月3日から2009年9月26日までテレビ東京系列局と一部系列外局にて放送されていた音楽バラエティ番組。Hey! Say! JUMPの薮宏太と八乙女光がメインをつとめ、2人が伯爵に扮して王様（毎回のゲスト）をもてなす企画のプレゼンバトルを行う。

## 出演者

### レギュラー
伯爵
- Hey! Say! JUMP
  - 薮宏太
  - 八乙女光

進行
- 小山慶一郎（NEWS）
- 須黒清華（テレビ東京アナウンサー）

ナレーター
- 丸山みづ紀
- 大江吉史（2009年4月よりナレーションを担当）
- 赤平大（2009年2月まではテレビ東京アナウンサーとして出演。2009年3月一杯で降板、フリーに転向）

### 準レギュラー
- Hey! Say! BEST
  - 髙木雄也
  - 伊野尾慧
  - 有岡大貴
- ジャニーズJr.

## 番組内コーナー

### おねがい!キングダム
薮・八乙女（薮が欠席の場合は有岡、八乙女が欠席の場合は伊野尾・高木）が伯爵に扮し、ゲストの王様をもてなす（二者択一形式）。進行の小山は大臣に扮する。
ロケ担当は家来に扮したお笑い芸人、またはテレビ東京アナウンサー。
伯爵の家来
- 若井おさむ
- みっちー
- 佐田正樹（バッドボーイズ）
- 加藤歩（ザブングル）
- 柳原哲也（アメリカザリガニ）
- 多田健二（COWCOW）
- クロちゃん（安田大サーカス）
- チャンカワイ（Wエンジン）
- ビューティーこくぶほか

### LIVEステージ
薮と八乙女を中心としたHey! Say! BESTやジャニーズJr.によるLIVEステージ。

## 放送内容
| 放送日         | ゲスト                          | ライブステージ                                                  | ライブステージ                                        | 備考 |
| -------------- | ------------------------------- | --------------------------------------------------------------- | ----------------------------------------------------- | --- |
| 2007年11月3日  | ハリセンボン                    | Ultra Music Power                                               | Hey! Say! BEST                                        | |
| 11月10日       | 内山信二 ジャイアント白田       | Ultra Music Power                                               | 薮宏太 八乙女光                                       | |
| 11月17日       | 石田純一 出川哲朗               | Ultra Music Power                                               | Hey! Say! BEST                                        | |
| 11月24日       | ディラン&キャサリン             | 愛しのプレイガール Ikujinashi Baby Babe Ultra Music Power       | Hey! Say! BEST                                        | |
| 12月1日        | ルー大柴                        | Ikujinashi ジェントルズ 嵐のカーニバル                          | 薮宏太 八乙女光                                       | |
| 12月8日        | パパイヤ鈴木 辺見えみり         | Ultra Music Power Star Time Too Shy                             | Hey! Say! BEST                                        | |
| 12月15日       | 彦摩呂 北斗晶                   | ス・リ・ル                                                      | Hey! Say! BEST                                        | |
| 12月22日       | 夏川純 大沢あかね               | Xmasメドレー                                                    | Hey! Say! BEST A.B.C. Kis-My-Ft2                      | |
| 2008年 1月12日 | バナナマン                      |                                                                 |                                                       | 「Hey! Say! JUMP デビュー&ファーストコンサート いきなり! in 東京ドーム」のコンサート模様VTR |
| 1月19日        | 磯野貴理                        |                                                                 |                                                       | |
| 1月26日        | 清水圭 山口もえ                 |                                                                 |                                                       | 「NEWS CONCERT TOUR "pacific" 2007-2008」のコンサート模様VTR |
| 2月2日         | 勝俣州和                        | LIPS                                                            | Hey! Say! BEST 上田竜也 中丸雄一                      | |
| 2月9日         | ますだおかだ                    | 心・技・体                                                      | Hey! Say! BEST                                        | |
| 2月16日        | 中西学 アントキの猪木           | Ultra Music Power ス・リ・ル                                    | 薮宏太 八乙女光                                       | |
| 2月23日        | マリエ 光浦靖子                 | 太陽のナミダ                                                    | 薮宏太 八乙女光 小山慶一郎 加藤成亮 増田貴久 手越祐也 | |
| 3月1日         | ガッツ石松                      | 炎-Flame of love-                                               | 八乙女光                                              | |
| 3月8日         | 南海キャンディーズ              |                                                                 |                                                       | |
| 3月15日        | ルー大柴                        | Next Dream                                                      | 薮宏太                                                | |
| 3月22日        |                                 | Rain Dance                                                      | 薮宏太                                                | |
| 3月29日        |                                 |                                                                 |                                                       | |
| 4月5日         | 柳沢慎吾                        | Ultra Music Power 炎-Flame of Love Higher Rain Dance ス・リ・ル | 薮宏太 八乙女光 伊野尾慧 有岡大貴                     | |
| 4月12日        | ペナルティ                      | Star Time                                                       | 薮宏太 八乙女光 伊野尾慧 有岡大貴                     | 薮の代理で有岡が伯爵を担当 |
| 4月19日        | 笑福亭笑瓶                      | 絶妙Music! I・N・O=NUT KID Ultra Music Power                    | 薮宏太 八乙女光                                       | 緊急生放送SP。 薮の代わりに有岡が伯爵として登場。 生放送のため「HVハイビジョン制作」テロップは送出マスターのテロップではなく、他のテレビ東京の生放送番組と同じくスタジオサブから番組テロップの一部として出していた。 『絶妙Music!』と『I・N・O=NUT KID』は20th Centuryの井ノ原快彦が『百識王』の共演をきっかけに作詞し、Hey! Say! JUMPに提供した。 |
| 4月26日        | 柴田理恵                        |                                                                 |                                                       | |
| 5月3日         | 林家正蔵                        | Chance to Change                                                | 薮宏太 八乙女光                                       | |
| 5月10日        | よゐこ                          | DON'T U EVER STOP                                               | 薮宏太 八乙女光 田口淳之介 上田竜也                   | |
| 5月17日        | 彦麻呂                          | Dreams come true                                                | 薮宏太 八乙女光                                       | |
| 5月24日        | アンジャッシュ                  | Dreams come true                                                | 薮宏太 八乙女光                                       | |
| 5月31日        | 麻木久仁子                      |                                                                 |                                                       | |
| 6月7日         | 角田信朗                        | BUMP UP                                                         | 薮宏太 八乙女光 伊野尾慧 有岡大貴                     | 八乙女の代理で伊野尾が伯爵を担当 |
| 6月14日        | テゴマス                        | アイアイ傘                                                      | テゴマス                                              | 八乙女の代理で伊野尾が伯爵を担当 |
| 6月21日        | 田中直樹（ココリコ）            |                                                                 |                                                       | |
| 6月28日        | ザ・たっち                      | FLY                                                             | 薮宏太 八乙女光 伊野尾慧 有岡大貴                     | |
| 7月5日         | ますだおかだ                    | Ultra Music Power Dreams come true                              | 薮宏太 八乙女光 伊野尾慧 有岡大貴                     | |
| 7月12日        | TIM                             | ikujinashi〜DREAM BOYS Ver.〜                                   | 薮宏太 八乙女光                                       | |
| 7月19日        | 山里亮太 （南海キャンディーズ） | Your Seed 冒険ライダー                                          | Hey! Say! BEST                                        | 緊急生放送SP。 通常放送では、勝利した伯爵が王様（ゲスト）をもてなすが、今回は敗北した伯爵に罰ゲームが行われた。地デジでは双方向機能を用いた一般視聴者が見たいものを投票するという企画を実施。 |
| 7月26日        | スピードワゴン                  | Your Seed                                                       | Hey! Say! BEST                                        | |
| 8月2日         | よゐこ                          | -                                                               | -                                                     | |
| 8月9日         |                                 | My Everything 俺たちの青春 ジタバタ純情                         | 薮宏太 八乙女光                                       | 真夏の衝撃映像スペシャル |
| 8月16日        | 遠藤章造（ココリコ）            | -                                                               | -                                                     | |
| 8月23日        | ペナルティ                      | -                                                               | -                                                     | |
| 8月30日        |                                 | -                                                               | -                                                     | |
| 9月6日         | 東貴博                          | -                                                               | -                                                     | |
| 9月13日        | アヤカ・ウィルソン 小池栄子     | 俺たちの青春 ジタバタ純情                                       | 薮宏太 八乙女光 髙木雄也                              | |
| 9月20日        | 笑福亭笑瓶                      | Style                                                           | 薮宏太 八乙女光 伊野尾慧 有岡大貴                     | |
| 9月27日        | 西川史子                        | Ultra Music Power Dreams come true Your Seed ス・リ・ル         | 薮宏太 八乙女光                                       | |
| 10月4日        | 勝俣州和                        | スパイシー                                                      | Hey! Say! BEST                                        | |
| 10月11日       | アンジャッシュ                  | FIRE BEAT Smile 明日の為に僕がいる HIGHER! FLY! Fly high        | 薮宏太 八乙女光 Kis-My-Ft2 A.B.C-Z                    | |
| 10月18日       | よゐこ                          | 真夜中のシャドーボーイ スクール革命                             | 薮宏太 八乙女光                                       | |
| 10月25日       | ルー大柴                        | 真夜中のシャドーボーイ                                          | 薮宏太 八乙女光                                       | |
| 11月1日        | 髭男爵                          | スクール革命                                                    | 薮宏太 八乙女光                                       | |
| 11月8日        | ボビー・オロゴン                | スクール革命                                                    | 薮宏太 八乙女光                                       | |
| 11月15日       | にしおかすみこ                  | 誓いの空                                                        | 薮宏太 八乙女光                                       | |
| 11月22日       | アンガールズ                    | 愛しのプレイガール                                              | 薮宏太 八乙女光                                       | |
| 11月29日       | 出川哲朗                        | スクール革命                                                    | 薮宏太 八乙女光                                       | 緊急企画 第1弾 |
| 12月6日        | はるな愛                        | Star Time Dreams come true Your Seed                            | 薮宏太 八乙女光                                       | |
| 12月13日       | 勝俣州和                        | -                                                               | -                                                     | 緊急企画 第2弾 |
| 12月20日       | ますだおかだ                    | -                                                               | -                                                     | 緊急企画 第3弾 |
| 2009年1月1日   |                                 | 愛・革命                                                        | 滝沢秀明 薮宏太 八乙女光 A.B.C.                       | Hi! Hey! Say!お正月スペシャル!! オープニングライブステージ『HA・RU・NA・TSU・A・KI・FU・YU』 |
| 1月10日        | -                               | 愛・革命                                                        | 滝沢秀明 A.B.C.                                       | |
| 1月17日        | ペナルティ                      | -                                                               | -                                                     | |
| 1月24日        | 山本高広                        | Deep night 君思う 真夜中のシャドーボーイ スクール革命           | 薮宏太 八乙女光 田中樹                                | |
| 1月31日        | ほっしゃん。                    | -                                                               | -                                                     | |
| 2月7日         | TKO                             | HA・RU・NA・TSU・A・KI・FU・YU                                  | 薮宏太 八乙女光                                       | |
| 2月14日        | FUJIWARA                        | ONE DROP                                                        | 薮宏太 八乙女光 田口淳之介                            | |
| 2月21日        | 柴田理恵                        | 嵐のカーニバル                                                  | 薮宏太 八乙女光                                       | |
| 2月28日        | -                               | ikujinashi                                                      | 薮宏太 八乙女光                                       | |
| 3月7日         | ロバート                        | ジェントルズ                                                    | 薮宏太 八乙女光                                       | |
| 3月14日        | ジャリズム                      | RESCUE (KAT-TUNの曲)                                            | 薮宏太 八乙女光 田中聖 田中樹                         | |
| 3月21日        | -                               | Hey! Say! (曲) Brave Story 情熱JUMP                             | 薮宏太 八乙女光 Hey! Say! 7                           | 「Hey! Say! JUMP CONCERT TOUR '09春」開催のお知らせ |
| 3月28日        | 勝俣州和                        | -                                                               | -                                                     | |
| 4月4日         | 磯野貴理                        | -                                                               | -                                                     | 「Hey! Say! JUMP CONCERT TOUR '09春」のコンサート模様VTR |
| 4月11日        | ペナルティ                      | ひまわりのメロディ                                              | 薮宏太 八乙女光                                       | |
| 4月18日        | オードリー                      | Ultra Music Power Dreams come true Your Seed FLY                | 薮宏太 八乙女光 田中樹                                | |
| 4月25日        | 出川哲朗                        | 恋のABO                                                         | 薮宏太 八乙女光 小山慶一郎                            | |
| 5月2日         | 笑福亭笑瓶                      | -                                                               | -                                                     | |
| 5月9日         | アンジャッシュ                  | 情熱JUMP 勇気100%                                               | 薮宏太 八乙女光                                       | |
| 5月16日        | よゐこ                          | GO!!!                                                           | 薮宏太 八乙女光                                       | |
| 5月23日        | 麻木久仁子                      | GO!!!                                                           | 薮宏太 八乙女光                                       | |
| 5月30日        | 林家三平                        | -                                                               | -                                                     | 「KAT-TUN Break the Records 東京ドーム10days・京セラドーム大阪3days」のコンサート模様VTR |
| 6月6日         | ブラックマヨネーズ              | 悪魔な恋                                                        | 薮宏太 八乙女光 中山優馬 w/B.I.Shadow                 | |
| 6月13日        | ペナルティ                      | -                                                               | -                                                     | 「ジャニーズJr. 〜NEWユニット〜 大集合2009!」のコンサート模様VTR |
| 6月20日        | -                               | -                                                               | -                                                     | |
| 6月27日        | 藤岡弘                          | Tears and Smile                                                 | 薮宏太 八乙女光                                       | |
| 7月4日         | TKO                             | サマー×サマー×サマー!                                           | 薮宏太 八乙女光                                       | |
| 7月11日        | TIM                             | GO!!!                                                           | 薮宏太 八乙女光                                       | |
| 7月18日        | 内藤大助                        | Born in The EARTH OUR FUTURE                                    | 薮宏太 八乙女光 有岡大貴                              | |
| 7月25日        | 東貴博                          | スクールデイズ                                                  | 薮宏太 八乙女光 有岡大貴                              | |
| 8月1日         | ルー大柴                        | -                                                               | -                                                     | 「Hey! Say! サマーコンサート'09 JUMP天国TENGOKU-」のコンサート模様VTR |
| 8月8日         | ほっしゃん。                    | Tears and Smile                                                 | 薮宏太 八乙女光                                       | |
| 8月15日        | 勝俣州和                        | Can do! Can go! Ultra Music Power                               | 薮宏太 八乙女光 ジャニーズJr.                         | |
| 8月22日        | 有吉弘行                        | -                                                               | -                                                     | |
| 8月29日        | ケンドーコバヤシ                | -                                                               | -                                                     | |
| 9月5日         | 柴田理恵                        | Tears and Smile                                                 | 薮宏太 八乙女光                                       | |
| 9月12日        | 西川史子                        | GO!!!                                                           | 薮宏太 八乙女光                                       | |
| 9月19日        | 藤岡弘、                        | -                                                               | -                                                     | 「Hey！Say！JUMP in 東京ドーム」のコンサート模様VTR |
| 9月26日        |                                 | THOUSAND LIGHT My Everything                                    | 薮宏太 八乙女光                                       | |

※放送日はテレビ東京（関東地方エリア）においてのもの。緊急生放送スペシャルではテレビ東京のみ生放送となり、時差ネット局では撮って出し扱いでの録画放送となる（番組編集時に生放送された日付の断りのテロップを追加挿入している）。

## スタッフ
- 監修 - ジャニー喜多川
- 構成 - 大井洋一、アリエシュンスケ、川上テッペイ、岩佐真吾、柳城稔麿
- TD - 田中圭介
- カメラ - 千明裕史
- 映像 - 北村宏一
- 照明 - 水野暁夫
- 音声 - 五十嵐公彦
- PA - 小野文之
- 美術 - 宇都木民雄
- デザイン - 金森明日香
- アクリル装飾 - 八島貴広
- モニター - 東京チューブ
- 大道具 - 千葉勇治
- 小道具 - 佐々木洋平
- 電飾 - 田中真司
- スタイリスト - 和田ユキヨ、戸川和枝
- 衣裳 - 東京衣裳
- メイク - 山田かつら
- 技術協力 - テクノマックス、八峯テレビ、山陽エイブイシー
- 照明・美術協力 - テレビ東京アート、PRGアジア、東京舞台照明
- 協力 - 本多芸能
- 編集・MA - テクノマックスビデオセンター
- EED - 井上達生
- MA - 上野裕
- 音効 - 篠原光（佳夢音）
- CG - 小室泰樹
- 振り付け - SANCHE、SEIGO、TSUYOSHI、SHIN
- 制作協力 - ジャニーズ事務所、ミュージックマインド、ジャニーズファミリークラブ
- リサーチ - ビスポ、ニューズクリエイト
- 編成 - 今井豪
- 番宣 - 大橋朋子
- TK - 平田晃子
- アシスタントプロデューサー - 橋本佳奈
- デスク - 大橋真理
- ディレクター - 大橋豪、井上雅晴、柴幸伸、浦和飯店、川勝茂、河野督
- プロデューサー - 松澤潤
- 製作・著作 - テレビ東京

## 放送局
この番組はテレビ東京系列局6局の他、一部系列外局でも放送されている。
| 放送対象地域   | 放送局         | 系列           | 放送日時                 | 遅れ日数 | 備考                                            |
| -------------- | -------------- | -------------- | ------------------------ | -------- | ----------------------------------------------- |
| 関東広域圏     | テレビ東京     | テレビ東京系列 | 土曜 18時30分 - 19時00分 | -        | 制作局                                          |
| 大阪府         | テレビ大阪     | テレビ東京系列 | 土曜 06時30分 - 07時00分 | 7日遅れ  |                                                 |
| 岡山県・香川県 | テレビせとうち | テレビ東京系列 | 火曜 07時30分 - 08時00分 | 10日遅れ |                                                 |
| 愛知県         | テレビ愛知     | テレビ東京系列 | 水曜 14時30分 - 15時00分 | 26日遅れ | 2009年4月に現放送時間帯へ移動                   |
| 北海道         | テレビ北海道   | テレビ東京系列 | 土曜 12時30分 - 13時00分 | 39日遅れ | 2009年4月に現放送時間帯へ移動                   |
| 福岡県         | TVQ九州放送    | テレビ東京系列 | 火曜 07時30分 - 08時00分 | 59日遅れ | 2009年7月7日より現放送時間帯へ移動              |
| 石川県         | 北陸放送       | TBS系列        | 月曜 16時25分 - 16時55分 | 25日遅れ | 2008年10月1日開始 2009年3月に現放送時間帯へ移動 |
| 奈良県         | 奈良テレビ     | 独立UHF局      | 日曜 18時30分 - 19時00分 | 10日遅れ |                                                 |
| 岐阜県         | ぎふチャン     | 独立UHF局      | 日曜 18時00分 - 18時30分 | 22日遅れ |                                                 |

- 遅れ放送の地域ではテレビ東京（関東地方）のエリアで放送された日付を表示している。既にサービスが終了した内容などについては本編冒頭だけでなく、該当箇所で再度表示する場合がある。
- 2009年1月1日放送の1時間スペシャル（15:30 - 16:30）に関しては、テレビ北海道、TVQ九州放送、奈良テレビでも同時ネットで放送された。字幕放送あり（字幕マークは当時は各局別での表示だが、このときは珍しく、テレビ東京側でのネット送出で表示をしていた。2009年半ばから正式にテレビ東京のネット番組ではすべてテレビ東京側で字幕マークを表示している）。
- テレビ北海道は2009年4月1日までは、毎週水曜18:30 - 19:00に放送されていたが、帯番組『ピラメキーノ』のネット開始に伴い時間帯が移動となった。